# HŠK Concordia Đakovo
HŠK Concordia bio je nogometni klub iz grada Đakova.

## Povijest
Djelovao pri športskom društvu HŠK Concordiji.
Djelovala u Đakovu između dvaju svjetskih ratova, kao i Zrinski-Frankopan, Sloga, Mladica, Viktorija i dr.